# Sonia Mabrouk

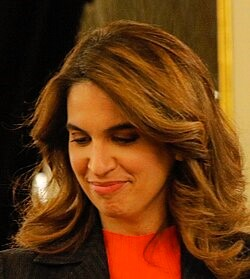
Sonia Mabrouk

Sonia Mabrouk (geboren am 17. Dezember 1977 in Tunis) ist eine französisch-tunesische Journalistin. Seit 2013 tritt sie vor allem als Radio- und Fernsehmoderatorin auf.
Nachdem sie als Journalistin bei Jeune Afrique gearbeitet hatte, moderierte sie zwischen 2013 und 2017 Sendungen auf Europe 1 rund um die Grandes Voix (eine Sendereihe, in denen bekannte Persönlichkeiten des Senders zu Wort kamen), setzte 2018 mit einem Gespräch in der Zeit von 18 bis 20 Uhr fort und führte ab 2019 das politische Gespräch in der Morgensendung.
Im Fernsehen ist sie seit 2017 zwischen 17:00 und 19:00 Uhr auf CNews auf Sendung und moderiert ab 2019 die Midi News (12:00 bis 14:00 Uhr).

## Persönliches

### Familiärer Hintergrund, Kindheit
Mabrouk wurde am 17. Dezember 1977 in Tunis geboren, dort ist sie auch aufgewachsen.
Sie stammt aus einem politisch geprägten Umfeld. Ihre Familie empfing in ihrem Haus Persönlichkeiten wie den tunesischen Staatschef Habib Bourguiba. Unter dessen Präsidentschaft war ihr Großvater väterlicherseits, Mongi Mabrouk, Handelsminister, während ihr Onkel Hédi Mabrouk tunesischer Botschafter in Frankreich und später Bourguibas letzter Außenminister war.
2010 erwarb Mabrouk die französische Staatsbürgerschaft.

### Das Privatleben
Seit 2018 war sie die Lebensgefährtin des Chefkochs Guy Savoy, die beiden haben geheiratet. Im November 2022 gab sie ihre Trennung bekannt.

## Berufslaufbahn

### Ausbildung
Mabrouk machte ihren Abschluss an der Handelsschule IHEC in Karthago, wo sie einige Jahre später auch unterrichtete. An der Université Paris 1 Panthéon-Sorbonne  erwarb sie ein Diplôme d’études supérieures spécialisées DESS, ein Diplôme d’études approfondies DEA, an dessen Ende sie im Jahr 2000 eine Diplomarbeit über abweichende Verhaltensweisen von Verbrauchern im Prozess der Kaufentscheidung schrieb, sowie 2004 eine thèse (Diplomarbeit, Dissertation) über Marketing in der Krise (?).

### Die Journalistin und Moderatorin
Béchir Ben Yahmed ermöglichte es Sonia Mabrouk, in die Redaktion der Wochenzeitung Jeune Afrique einzutreten, wo sie drei Jahre lang blieb. 2008 bot ihr Jean-Pierre Elkabbach die Moderation der Nachrichten auf  Public Sénat  an.
Im Herbst 2013 wurde sie Moderatorin der Sendereihe Débat des grades voix (Debatte der großen, der berühmten Stimmen) am Samstag von 13 bis 14 Uhr auf Europe 1 und moderierte gemeinsam mit Patrick Roger die Nachrichtensendung am Sonntagabend. Von Januar bis Juni 2016 moderierte sie sonntags von 19:00 bis 20:00 Uhr Les grandes voix vous répondent und ab September 2016 Les Éclaireurs von 19:20 bis 20:00 Uhr.
Ab Januar 2017 moderierte sie außerdem wochentags von 17 bis 18 Uhr eine Sendung rund um die Grandes Voix von Europe 1 zusätzlich zu der am Samstagmittag, überließ aber dafür die Moderation der Sendung Les Éclaireurs am Sonntagabend Nicolas Escoulan. Ab dem Herbst 2017 hatte sie auf CNews ihre eigene Sendung Les Voix de l'info, von 17–19 Uhr sowie die Moderation um 18h-20h jeden Sonntag auf Europe 1.
Als Laurent Guimier, der neue Präsident und Generaldirektor des Senders, beschloss, das Programmschema von Europe 1 grundlegend zu überarbeiten, wurde Sonia Mabrouk ab dem Herbst 2018 mit einem Interview in der Zeit von 18.00 bis 20.00 Uhr betraut. Ab September 2019 moderierte sie den Abschnitt „Midi News“ auf CNews und präsentierte auf Europe 1 das politische Gespräch um 8:15 Uhr in der Morgensendung von Matthieu Belliard.
Im Herbst 2021 moderierte sie zusätzlich zu ihrem politischen Gespräch in der Morgensendung von Dimitri Pavlenko die sonntägliche politische Sendung Le Grand Rendez-Vous auf Europe 1, die in Partnerschaft mit CNews und Les Échos ausgestrahlt wurde.

### Kulturelle Aktivitäten
2010 gründete Mabrouk zusammen mit Marc Ladreit de Lacharrière die Association des musées méconnus de la Méditerranée (AMMed).

## Standpunkte
Mabrouk bezeichnet sich als Muslimin und als „spirituell an die Idee des Schicksals gebunden“. Mabrouk bekräftigt jedoch zugleich ihre Verbundenheit mit dem Laizismus und meint, dass die französischen Katholiken weniger Hemmungen haben sollten, „einen erobernden Islam“ zu bekämpfen.
Sie bezieht insbesondere Stellung gegen die (von ihr so genannte) „rassistische Revolution“, die ihrer Meinung nach von „totalitären“ antirassistischen, feministischen und ökologischen Bewegungen aus den USA importiert wurde. Sie ist der Ansicht, dass diese Strömungen dem Islam gegenüber nachgiebig sind und eine „echte zivilisatorische Bedrohung“ darstellen.
Auf die Frage nach der Kolonialisierung Tunesiens durch Frankreich lehnt sie den Begriff „Kolonialisierung“ ab und erklärt: „Es war ein Protektorat. Und außerdem: Ist alles wegzuwerfen?“ Es sei auch ein schönes Erbe, das es Menschen wie ihr ermöglicht, sich die Kultur Frankreichs anzueignen und damit über sich hinauszuwachsen.
Laut Libération verteidigte sie Éric Zemmour gegen seine Kritiker. Sie bewundert den Schriftsteller Michel Houellebecq.
In Bezug auf  Wirtschaftspolitik bezeichnet sie sich als  liberal.

## Schriften
- Le monde ne tourne pas rond, ma petite-fille. Flammarion, Paris 2017, ISBN 978-2-08-140737-4, S. 215 (französisch)..
- Dans son cœur sommeille la vengeance. Plon (Verlag), Paris 2018, ISBN 978-2-259-26338-2, S. 268 (französisch). ; et Mon poche, 2019, S. 330  (ISBN 978-2-37913-044-1).
- Douce France, où est (passé) ton bon sens ? Plon, Paris 2019, ISBN 978-2-259-27682-5, S. 171 (französisch)..
- Insoumission française. Éditions de l'Observatoire, Paris 2021, ISBN 979-1-03290570-8, S. 126 (französisch)..
- Reconquérir le sacré. Éditions de l'Observatoire, Paris 2023, ISBN 979-1-03292451-8 (französisch)..